# キング・カレン
キング・カレン(King Kullen)の店名で知られるキング・カレン・グロサリー(King Kullen Grocery Co.)は、アメリカ合衆国のスーパーマーケット・チェーン。ニューヨーク州のロングアイランドとスタテンアイランドで、45店舗を展開している。1930年にマイケル・J・カレン(Michael J. Cullen)が創業した同社は、本社をロングアイランドのベスページ(Bethpage)に置いている。キング・カレンは、スミソニアン学術協会によって「アメリカ初のスーパーマーケット」と認定されていることで知られている。

## 歴史

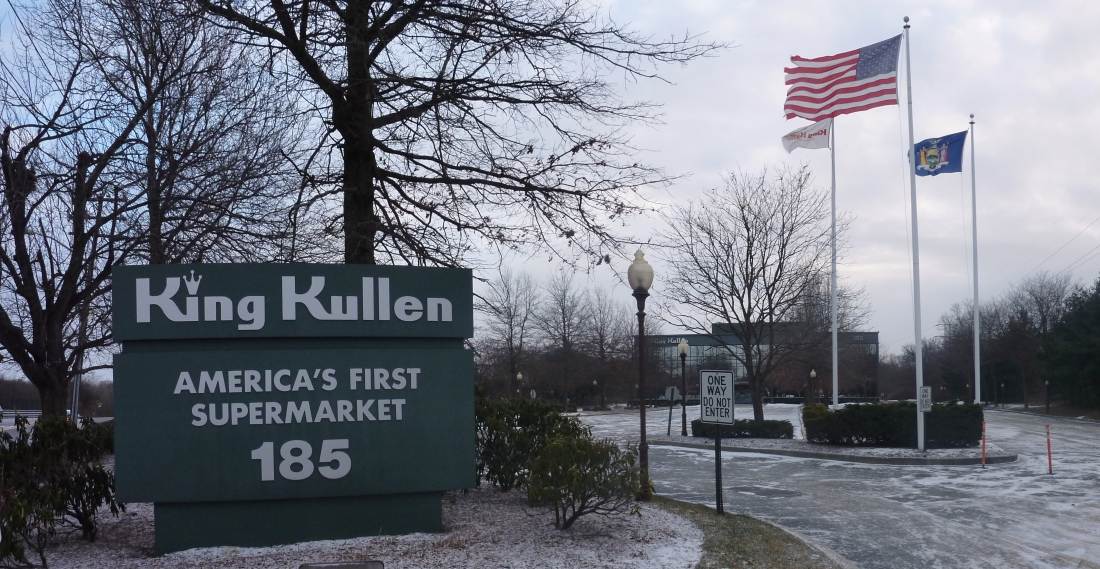
ベスページのキング・カレン本社

キング・カレンは、マイケル・J・カレンが、自ら編み出した近代的なスーパーマーケットのコンセプトを実現するために創業したものである。当時クローガーの社員であったカレンは、社長だったバーナード・クローガー(Bernard Kroger)に手紙を書き送って、低価格、現金払い、配送なし、大規模（低地代）、大駐車場といった特徴を持つ新しいタイプの食料品店を提案し、それを実現しようとした。
提案の中でカレンは、この新形態の店舗は、当時の平均的なクローガーやA&Pのチェーン店に比べると、10倍の利益をもたらすと述べた。しかし、この手紙に返事はなく、カレンはクローガーを退社して家族とともにロングアイランドに移り、自らのコンセプトを実現する店を始めた。カレンは、クイーンズ区のジャマイカ地区の商業地の近くにあった、171丁目とジャマイカ・アベニュー(Jamaica Avenue)の交差点に空きガレージを借りて、店を始めた。「キング・カレン」と名付けられた店は、1930年8月4日に開店した。
キング・カレンは、「アメリカ初のスーパーマーケット」として知られ、スミソニアン学術協会などによってその地位を認定されている。同社は現在も、カレン家によって所有されている。1974年から1983年までニューヨーク市議会(New York City Council)議員であったジャック・ムラトーリ(Jack Muratori)は、政界引退後、同社の役員を務めた

## 売上
2007年に『Supermarket News』が発表した、（2005/06会計年度のデータに基づく）「北米食品小売業上位75社 (Top 75 North American Food Retailers)」で、キング・カレンは推計売上8億ドルで、75位にランクされた。
Supermarket News ranked King Kullen No. 75 in the 2007 "Top 75 North American Food Retailers" based on 2005–06 fiscal year estimated sales of $800 million.

## 展開する地域

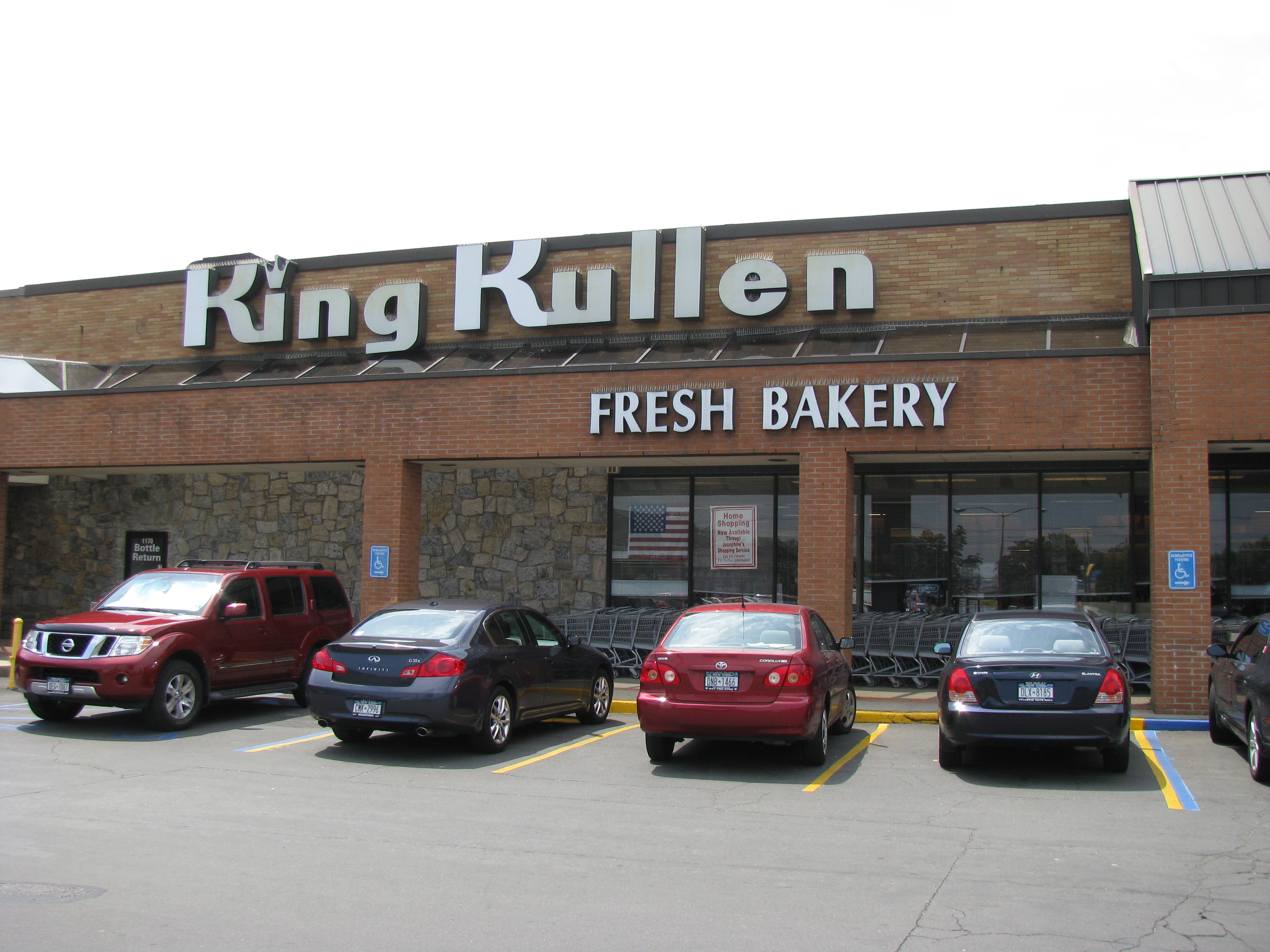
North Babylon のキング・カレン店舗の外観

キング・カレンのチェーン店45店舗は、すべてロングアイランドとスタテンアイランドにある。